# ろうそくの歴史

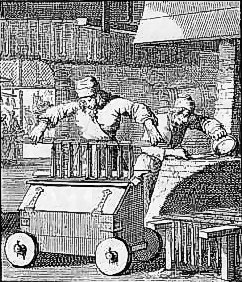
1694年、ルイケン著『人間の職業』に掲載されたろうそく職人の挿絵

本項では、ろうそくの歴史（ろうそくのれきし）について説明する。
ろうそくは、世界各地でそれぞれ独自に発達した。ろうそくを「縒り糸や紙を縒り合わせたものを芯にし、蝋やパラフィンを円柱状に成型して灯火に用いるもの」（デジタル大辞泉の定義）と定義すれば、ロウを使った灯火でも芯が無ければろうそくとは呼べないことになるが、ここでは広く「ロウまたはロウと似た性質のものを燃料に使った照明具」として解説する。
人類で最も古いろうそくは、古代エジプトで使われていたと一般に考えられている。これは古代エジプトの遺跡からろうそくの燭台が見つかったことに由っている。

## 古代エジプト
古代エジプトでは、紀元前1550年頃にろうそくが使われていた。ただし携帯用ろうそくの場合、ロウは容器の中に詰めて使われていたので、今のろうそくとは様子が異なる。
古代ローマの博物学者プリニウスは著書『博物誌』の中で、紀元前300年頃のエジプトでろうそくが使われていた旨を記している。

## 中国

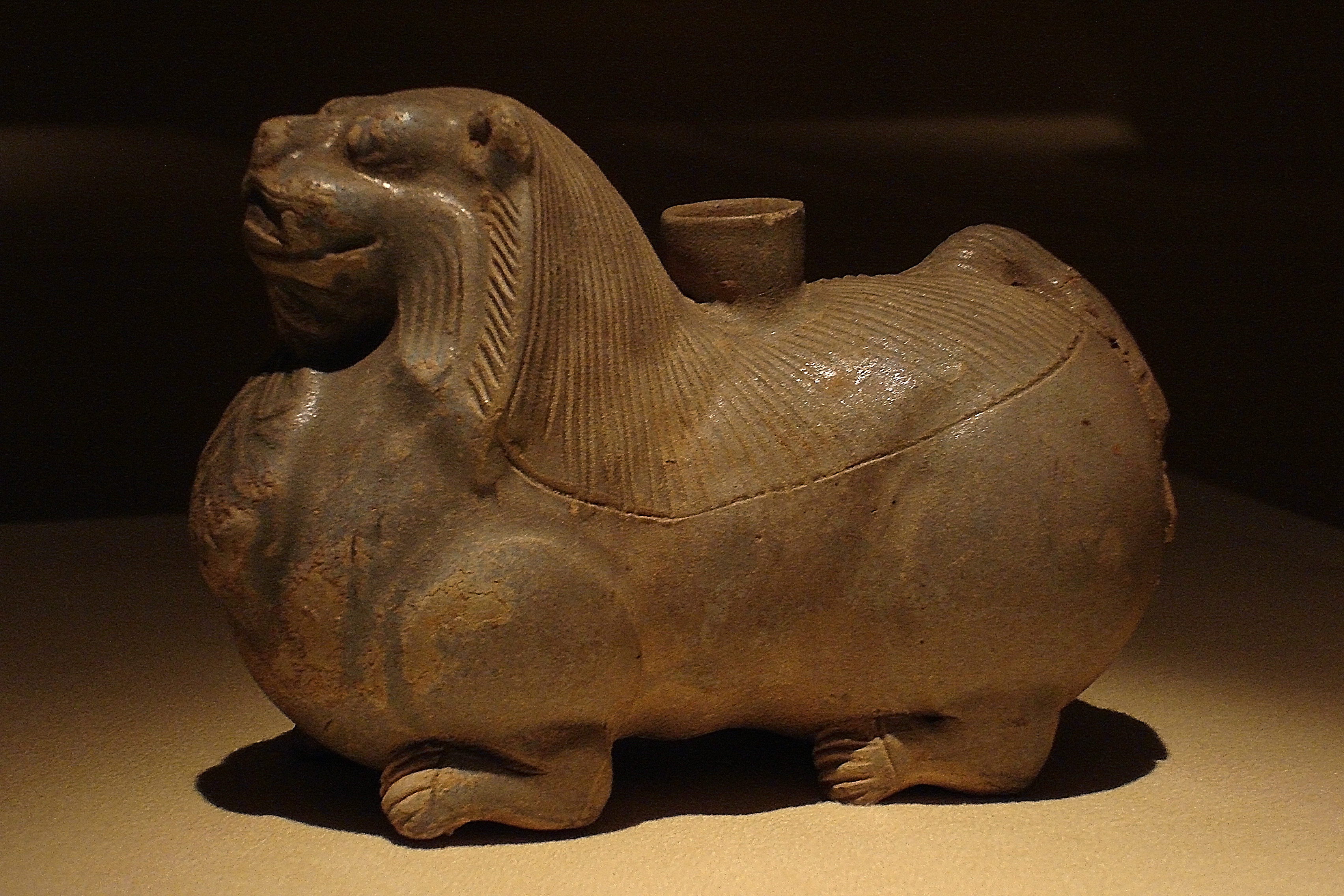
3世紀、三国時代の中国（今日の南京市）で使われた燭台。

漢字「燭」は当初は燈火を意味したが、戦国時代（紀元前403年 - 紀元前221年）にはろうそくの意味に変わり、青銅製の燭台と思われるものも見つかっている。秦の始皇帝（紀元前259年 – 紀元前210年）の墓である始皇帝陵から、鯨の脂肪で作られたろうそくが見つかったとの報告がある。ただし、これらがろうそくやそのための器具であるかどうかについては、まだ議論の分かれるところである。
前漢（紀元前206年 - 8年）には、ろうそくが使われていたことを示す証拠がいくつか見つかっている。前漢の字書『急就篇』には、ろうそくを蜜蝋から作ったことを示唆する記述がある。ただし後漢の『説文解字』に「蝋」の字は無く、一般的なものではなかったと思われる。後漢の頃に作られた『神農本草経』や三国時代に張華が書いた『博物誌』にも蜜蝋に関する記述がある。『世説新語』には3世紀に石崇がろうそくで飯を炊く贅沢ぶりだったとの記述があり、比較的普及していたことを思わせる。また、648年に編纂された晋書には、周顗が弟から燃えているろうそくを投げつけられるという描写があり、固形のろうそくが使われていたことが分かる。
唐になると一般でも使われるようになり、9世紀の温庭筠、李商隠などの詩にもろうそくが登場する。13世紀の『武林旧事』にはろうそくで走馬灯が作られたとの記述もある。
北宋以降にはろうそくの使用も一般的になった。ある富豪が寝室で朝までろうそくを灯し、便所には溶けたろうがうず高く積もっていたとの記載がある。
元になると、イボタロウムシの排泄物から白蝋が採られるようになった。李時珍によればその製法は、処暑（新暦で8月末）の頃に採取し、直接または水中での加熱で精製するものだった。
明になると、南方では植物を原料としたろうそくが作られるようになった。明末の『天工開物』には、ナンキンハゼの皮、トウゴマの実などを原料に、蒸してから搾り取って蝋を取り、それを型に流し込んでろうそくを作るとの説明がある。

## 朝鮮半島
漢の植民地であった楽浪郡に営まれた楽浪古墳群からは紀元前3世紀頃の青銅の燭台が発見されている。
13世紀の史書『三国遺事』には、6世紀、滅びた駕洛国の因縁と思われる事故が発生し、それを鎮める祭祀のために朝夕にろうそくを灯したとの記録がある。また、同じく三国遺事に、982年にはまだろうそくが貴重品であったことを思わせる記述がある。その後もろうそくはぜいたく品であり、18世紀の英祖の時代には私的売買の禁令が出されている。
これらのろうそくは、蜜蝋を水で煮て不純物を取り除いたものを原料に作られた。当初は芯棒の周りを蝋を固めてから芯棒と灯心を入れ替える方法、続いて灯心の周りに少しずつ蝋を付けて太くする方法、続いて型に流し込んで作る方法がとられた。その他にイボタろうそく、牛脂や豚脂を利用した獣脂ろうそくも存在したが、いずれも高価な品だった。そこで庶民は、麻の茎にエゴマ油の搾りかすを塗り付けた「麻燭」に火を灯して明かりとした。

## 日本

### 古代・中世
日本のろうそくは、7世紀ごろの唐（ユーラシア大陸東部）から伝わった。天平19年（747年）の『大安寺伽藍縁起並流記資財帳』に「蝋燭」の名でろうそくの記載が見られる。当時のろうそくは、現代のものとは異なり、原料に蜜蝋が用いられていた。8世紀に制定された大宝律令には、主殿寮を司る役人が管理すべき品物として「燈、燭、松、柴、炭、稿」の記載がある。
894年に遣唐使が廃止されると、唐との交易量は減少し、ろうそくの輸入も途絶えた。そのため、国産のろうそく（和蝋燭）が検討され、西暦1000年頃から松脂ろうそくが使われるようになった。これは糠を混ぜて練った松脂を笹の葉で包んで粽のような形にしたもので、燃焼時間はごく短かった。
時代が下って14世紀になると、太平記などの書物や記録に武士がろうそくを使用する場面が見受けられるようになる。このろうそくは、元の海商から得たもので、原料はイボタ蝋であったと考えられる。

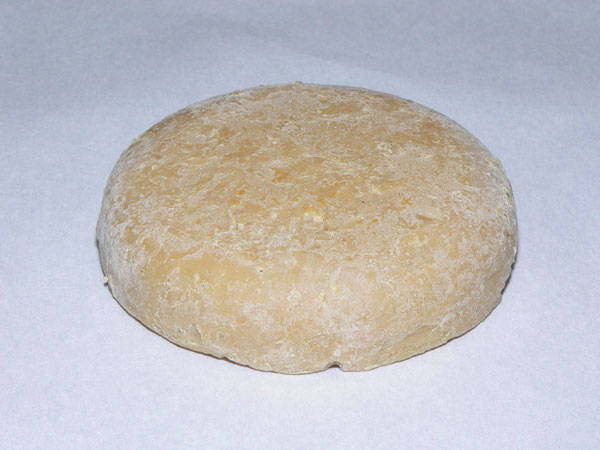
木蝋

### 近世以降

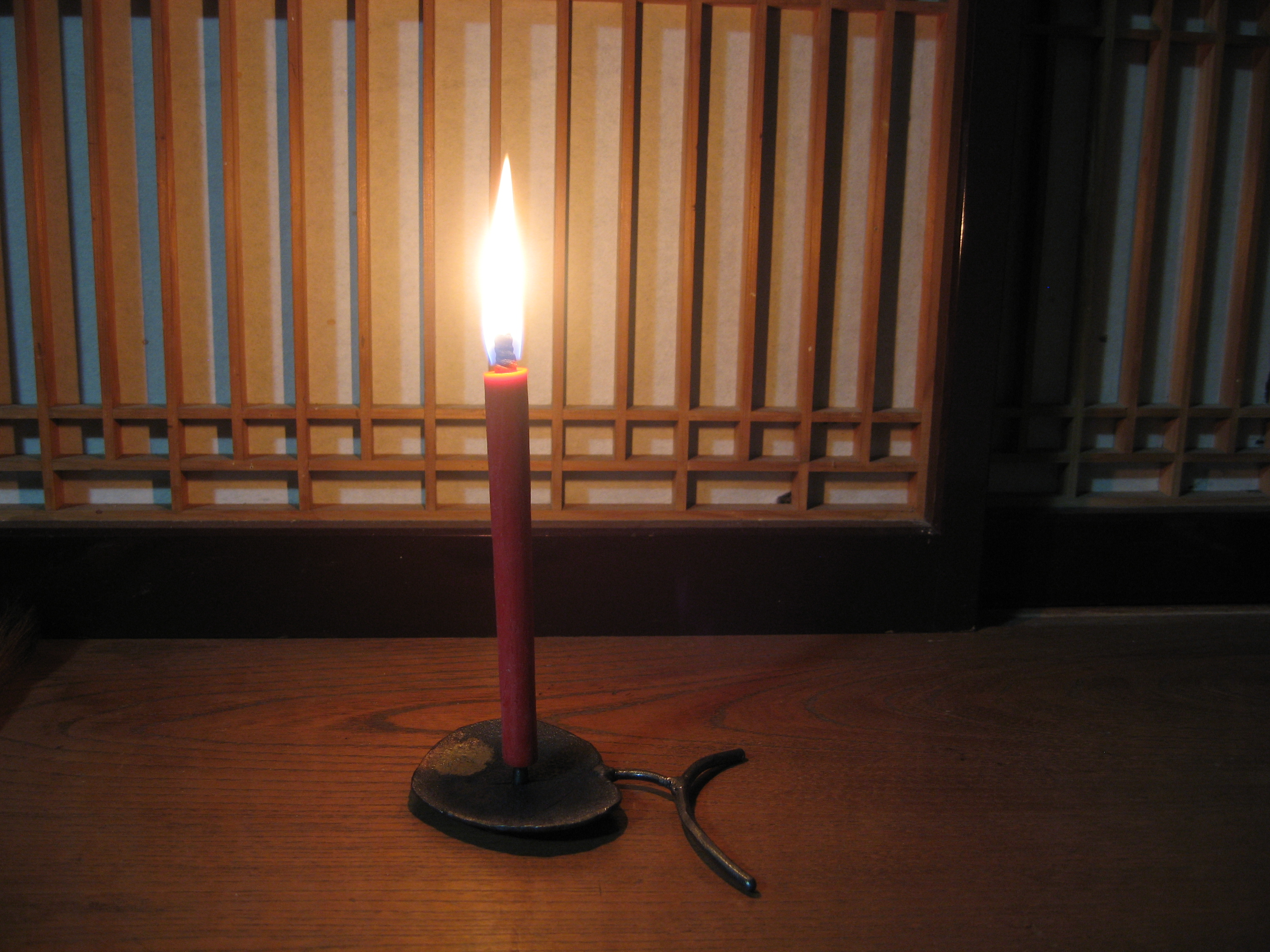
赤い和蝋燭と燭台

16世紀、戦国時代の頃からで、ウルシやハゼノキの実を粉砕してから蒸し、圧搾機にかけることで木蝋を取り、それを原料としたろうそくが作られるようになった。また、カイガラムシの一種イボタロウムシの排泄物からもろうそくが作られていた。
江戸時代になるとウルシやハゼノキの栽培は一層盛んになり、山城国、伊予国、備前国、薩摩国、丹波国、阿波国、因幡国など日本各地で生産された蝋を元にろうそくが生産され、江戸や大坂など大都市での需要が増すにつれ各地にろうそく問屋ができた。ただし、江戸産のろうそくはウルシの実から抽出した油を混ぜ込むために高級品であったのに比べ、上方産のろうそくには原料として魚油や獣脂が混入され、廉価ながら品質は劣っていたという。18世紀半ばまでの和ろうそくはモロコシや葦の茎を芯としていたが、以降は奉書紙を巻いた物が使用された。しかし燃え進むにしたがって芯が徒長する欠点があるため、常に「芯きり鋏」で芯を短く切り詰める必要がある。
江戸時代におけるろうそくは、常に貴重でぜいたくな品物だった。『明良洪範』には慶長年間の出来事として、徳川家康が鷹狩に赴いた際、ろうそくを長時間灯したままにした家臣がきつく叱責された逸話が記載されている。また、井原西鶴の『好色二代男』にはぜいたくの例えとして「毎日濃茶一服、伽羅三焼、蝋燭一挺宛を燈して」の語があることから、ろうそくを灯すことは濃茶を点て、高価な香を焚くのと同様の散財と見なされていたことが解る。しかし行灯に比べて光力に勝ることは衆人が認知するところで、『世間胸算用』には「娘子はらふそくの火にてはみせにくい顔」との一文がある。
時代が下るにつれ、高価なろうそくも次第に安価になっていった。承応元年（1652年）には当時の職人の日当と同額の24文だったが、文政年間（1818年－1830年）にはもっとも廉価な品で18文で、当時の職人の手間賃300文からすれば、その10分の1以下になっている。それでもろうそくが貴重な品物であることに変わりなく、比較的豊かな武士や商人が冠婚葬祭などの儀礼で、遊廓の客寄せで、さらに夜間外出に提げる提灯の光源など特別な場で使用された。
庶民は日常の照明として魚油や菜種油を燃料とする行灯を燈していた。農村や山村では前述の松脂ろうそくか囲炉裏の炎を照明とするほか、石製の鉢で松の根を焚くか、細長く割った竹に火をともして明かりとした。また、ろうそくを灯した後に残る燃えさしや蝋のしずくを回収し、再生ろうそくを作るリサイクル業者が存在した。

### 名称の変遷
足利義政の時代の風俗を記した『大上臈御名之事』や、15世紀に成立した『節用集』（饅頭屋本）には、「蝋燭」の訓として「らっそく」の語が添えられていることから、室町時代まではろうそくを「らっそく」と呼んでいたものらしい。「ろうそく」に統一されるのは江戸期以降である。「らっそく」の語は、松脂ろうそくの方言名や宮城県の方言で盆の送り火を意味する言葉として残っている。さらにアイヌ語では魚油を灯す灯明皿を「ラッチャコ」と呼ぶが、これも「らっそく」に由来するものと考えられる。

## チベット
チベットではヤクのバターからろうそくが作られた。

## インド
インドでは、シナモンからろうそくが作られていた。

## 中東

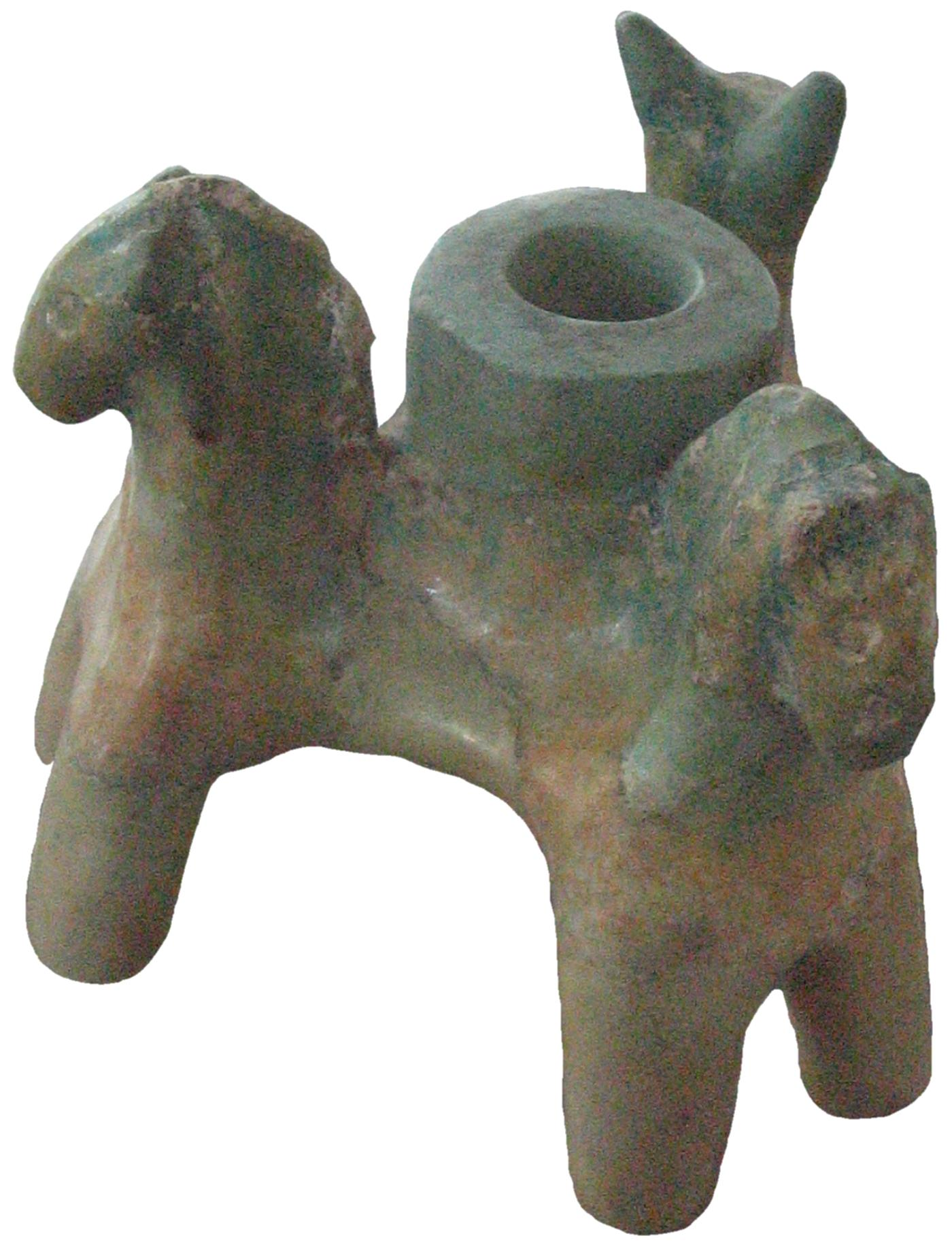
サーサーン朝で使われた燭台

中東では、サーサーン朝（3-7世紀）の遺跡から燭台が見つかっている。しかし照明油としてオリーブ油が容易に手に入ったため、ろうそくはあまり需要がなかった。
860年にマッカとマディーナのモスクの照明がろうそくに切り替えられている。
15世紀のオスマン帝国皇帝メフメト2世は、中央集権化の一環として、塩、石鹸、ろうそくなどの生活必需品を専売制にし、高額の税をかけている。
綿は17世紀まで中東からヨーロッパに輸出されるほぼ唯一の重要品であり、当初はろうそくの芯として輸出されていた。

## アメリカ大陸

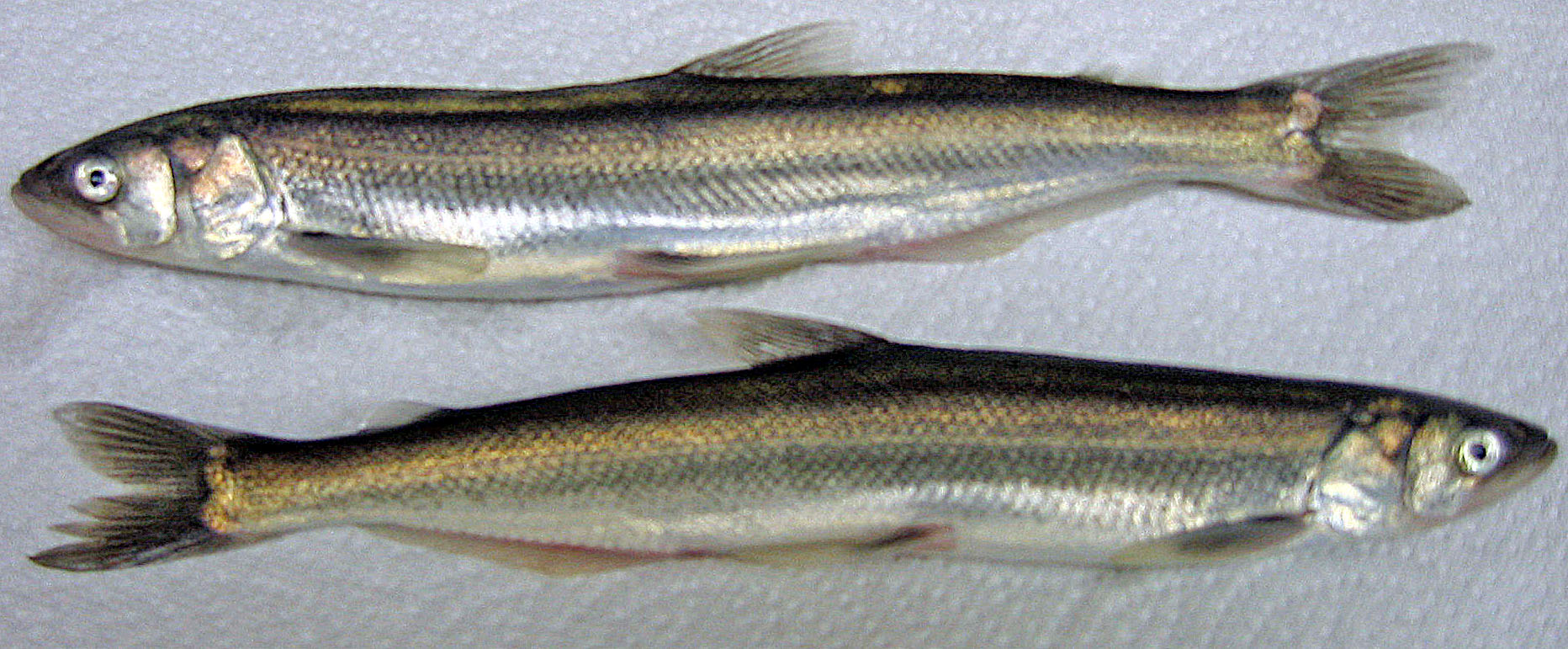
ユーラカン

オレゴンからアラスカにかけて採れる魚ユーラカンはロウソクウオとも呼ばれ、アメリカ州の先住民族は1世紀ごろから、この魚から絞った油を燃やして照明に使っていた。また、この魚を干したものは、枝などに挟んで単純なろうそくとして使われていた。
アメリカ大陸への初期の入植者は、ヤマモモの一種ベイベリー（Myrica cerifera）、ミリカ・ペンシルバニカ、ミリカ・カリフォルニカからろうそくを作った。ベイベリーの実を湯で煮ると蝋が浮かんでくるため、これを回収する。この蝋を再び煮て、不純物を取り除く。そして亜麻や麻の茎で芯を作り、加熱した蝋に浸漬し、少しずつ蝋をまとわりつかせてろうそくを作った。ただし生産効率は極めて低く、15ポンド (6.8 kg)から1ポンド (0.45 kg)しか取れなかった。やがて牛の獣脂が手に入るようになったため、ろうそくは牛の獣脂から作られるようになり、ヤマモモの蝋は香り付け程度に使われるだけになった。ヤマモモ蝋のろうそくは灯せば芳香を放つため、クリスマスや祝宴など特別な場で使用された。

## ヨーロッパ

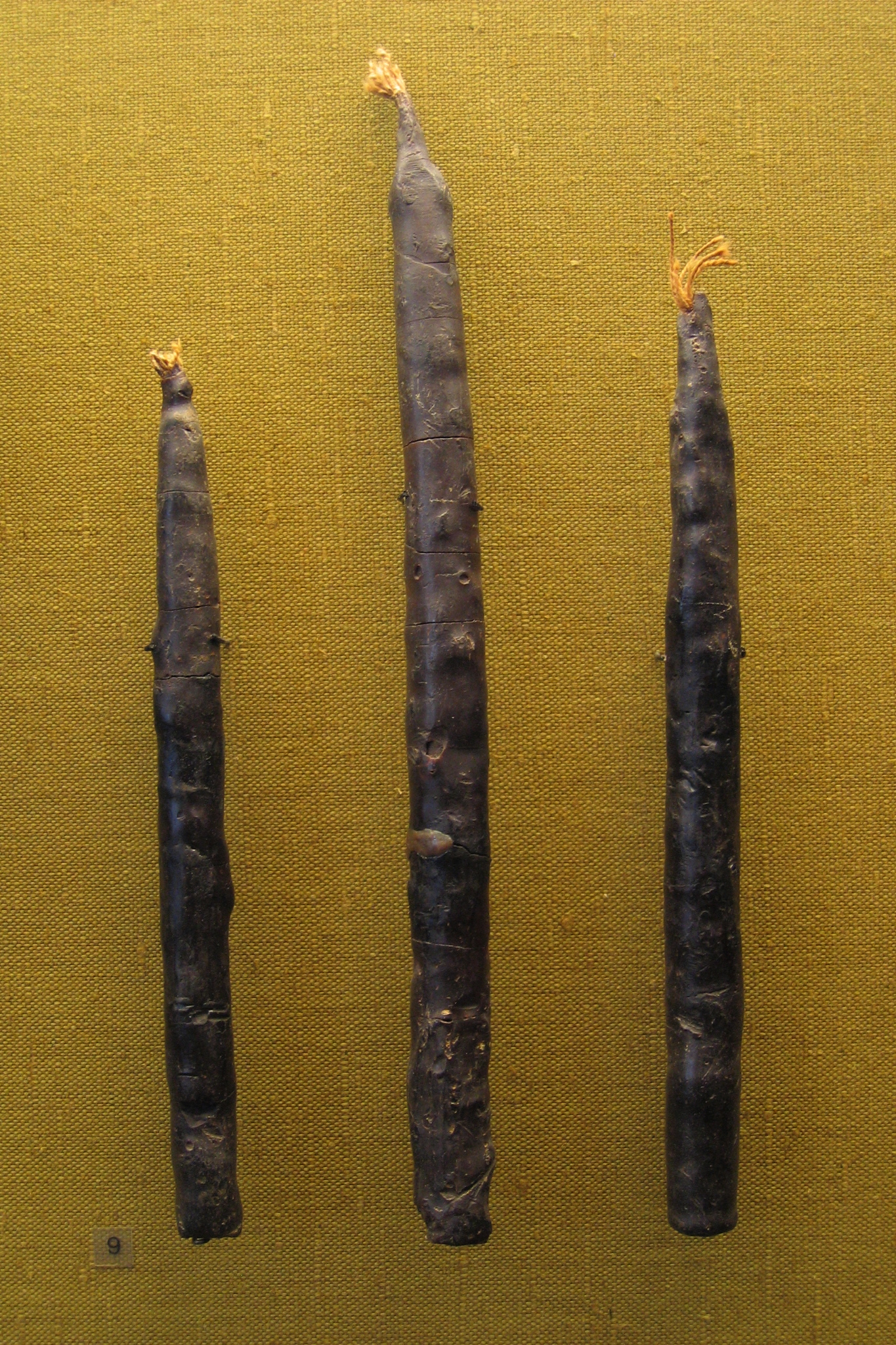
蜜蝋製のろうそく。6世紀から7世紀ごろのドイツのもの。

ヨーロッパにおける最古のろうそくは、ローマ以前にイタリア半島で文明を築いたエトルリア人が制作・使用したものと考えられる。紀元前7世紀に造営されたエトルリア人の墳墓から燭台が発見され、また紀元前4世紀の墳墓内の壁画には、燭台に据えられた蝋燭が描かれている。
古代ローマのプリニウスは、著書『博物誌』の中で、当時パピルスを蜜蝋で固めた蝋燭が寺院で使われていた旨を記している。プリニウスは西暦79年のヴェスヴィオ山噴火の調査中に死亡するが、この噴火で埋没した古代ローマ都市・ポンペイの遺跡から、当時のろうそくが見つかっている。
ローマ時代後期には北部ヨーロッパで獣脂ろうそくが誕生した。ヨーロッパでは一般にオリーブ油が照明に使われていたが、北部ヨーロッパでは気候の関係でオリーブが栽培できなかった。そこで、この地方の遊牧民は、牛脂などの獣脂を利用してろうそくを作った。つまり、加熱して溶かした獣脂の中にイグサなどの茎で作った芯を浸すと、その加熱温度でも融けない高融点の固形成分が芯にまとわり付く。それを引き出し、いちど冷やし固めてからまた浸せば、固形成分がさらにまとわり付いて、より太くなる。これを繰り返しすことでろうそくを成形できる。ローマ帝国時代の終わりには西ヨーロッパでもオリーブ油が不足して、獣脂ろうそくが広まった。
イングランドのアルフレッド大王 (在位871-899年)は、ろうそくの途中に印を入れて、勉強、祈祷、執務、休憩の時間を切り替えていた。後には同じ原理で24時間のろうそく時計も作られた。
13世紀になるとろうそくはヨーロッパ各地に広まった。イギリスとフランスではろうそくのための手工業ギルドも作られている。これらろうそく業者は家々を回り、持っていたろうそくを売ったり、各家庭の脂肪を固めてその場でろうそくを作ったりした。また、中世では、ろうそくは聖ルチア祭などで好んで使われた。

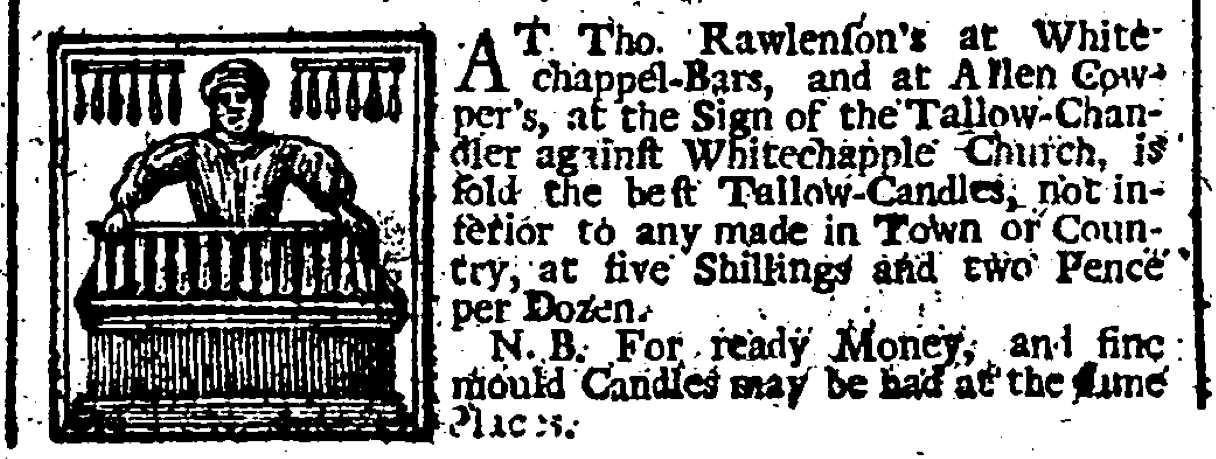
1726年、獣脂ろうそく製造人の広告

ロンドンでは、1300年頃に獣脂ろうそく商同業組合が成立し、その後ろうそく製造人組合も成立し、1376年にはロンドン市民議会に代表を送り込んでいる。獣脂で作られたろうそくは、遅くとも1415年ごろには街灯として使われ始めた。なお、ろうそく業者は、ソース、酢、石鹸、チーズなどの製造も行っていた。獣脂ろうそく商同業組合は1456年に、ろうそく製造人組合は1484年に、それぞれギルド勅許状を与えられている。獣脂ろうそくは不純物を多く含むため、燃やすと不快臭がする。そのため、教会や王宮などでは、次第に蜜蝋を利用したろうそくが使われるようになっていった。また、古来よりイングランドやウェールズでは、皮をはいだイグサの茎に獣脂を浸して固めたラッシュライトが照明として用いられていた。
鯨油は中世から照明油として使われていたが、ろうそくの原料ではなかった。17世紀になるとマッコウクジラから鯨蝋が取れることが明らかになり、18世紀後期になるとろうそくは鯨油から作られるようになって、捕鯨が盛んになった。鯨蝋は燃やしても、蜜蝋よりもさらに臭いが少なく、明るさも強かった。しかも、獣脂ろうそくや蜜蝋ろうそくと比べて、夏の暑さでも曲がりにくかった。

## ろうそくの工業生産

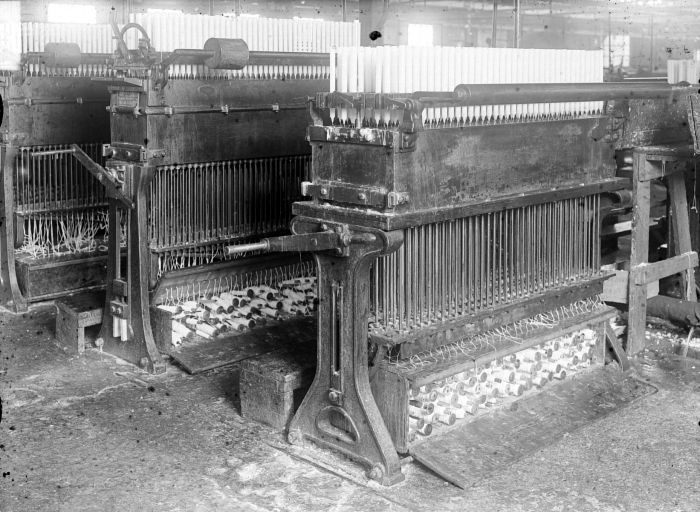
ろうそく成型機。1920年頃、インドネシアのもの。

1927年、アメリカセントルイスでのろうそく作りの様子。

1790年、アメリカのジョセフ・シンプソンは、ろうそく製造法の特許を取得している。これは米国の特許制度で2番目に認められた特許だった。
フランスの化学者ミシェル＝ウジェーヌ・シュヴルールとジョセフ・ルイ・ゲイ＝リュサックは、動物油を化学処理してステアリンを得ることに成功し、1811年に特許を取った。つまり、動物油に石灰を入れて固め（鹸化）、それに硫酸を加えればステアリン酸とグリセリンに分離することができる。このステアリン酸を高圧で押し出し、溶融後に固化させればろうそくとなる。
1820年、フランスのキャンバセレはろうそくの芯に画期的な改良を加えた。それまでの葦やパピルス、木綿糸の芯を供えたろうそくでは、燃え進むにしたがって芯が徒長する。このため炎が必要以上に大きくなり、瞬いたり、ろうが無駄に溶けたり煤を出す欠点がある。そのため、専用の「芯切り鋏」を用いて常に芯を短く切り詰める必要があった。キャンバセレが発明した芯は木綿を三つ編みにしたもので、燃え進むにしたがって自然にほぐれ、先端部が炎の外に出て完全燃焼することで一定の長さに保たれる。これ以降の西洋ろうそくは、みな改良芯を用いた物である。一方、和ろうそくは従来通りに竹に和紙を巻き付けた芯が利用されているため、現在でも芯きりの必要がある。
1834年、ジョセフ・モーガンがろうそくの工業生産を始めている。モーガンは、ピストンとシリンダーを使ったろうそくの連続製造器を作り、その装置で1時間に1500個のろうそくを作っている。これにより、必需品であるろうそくの入手が容易になった。
1829年、ウィリアム・ウィルソンはスリランカにろうそく原料となる植物のプランテーションを作り、1830年にプライスィズ・キャンドルズ社を設立した。始めは4平方キロメートルのココナッツ畑、次いでヤシの栽培を開始した。
1820年、カール・ライヘンバッハはコールタールからパラフィンを抽出している。1850年にはスコットランドの化学者ジェームス・ヤングはオイルシェールからパラフィンを抽出する方法で特許を取得している。パラフィンの登場で、高品質で安価なろうそくが作られるようになった。
また、1950年代から石油の蒸留残渣からもパラフィンが作られるようになった。石油パラフィンは融点が低く融けやすかったが、ステアリン酸を混合することで融点を上げられることが判明し、19世紀の終わりにはろうそく原料として大量に生産されるようになった。ウィリアム・ウィルソンの弟ジョージも、1854年に石油蒸留を始めている。スタンダード・オイルは1860年代に大規模な石油からのろうそく作りを始めている。石油からの製法は、現在でもろうそくの製法として最もよく使われている。

## ろうそくの衰退

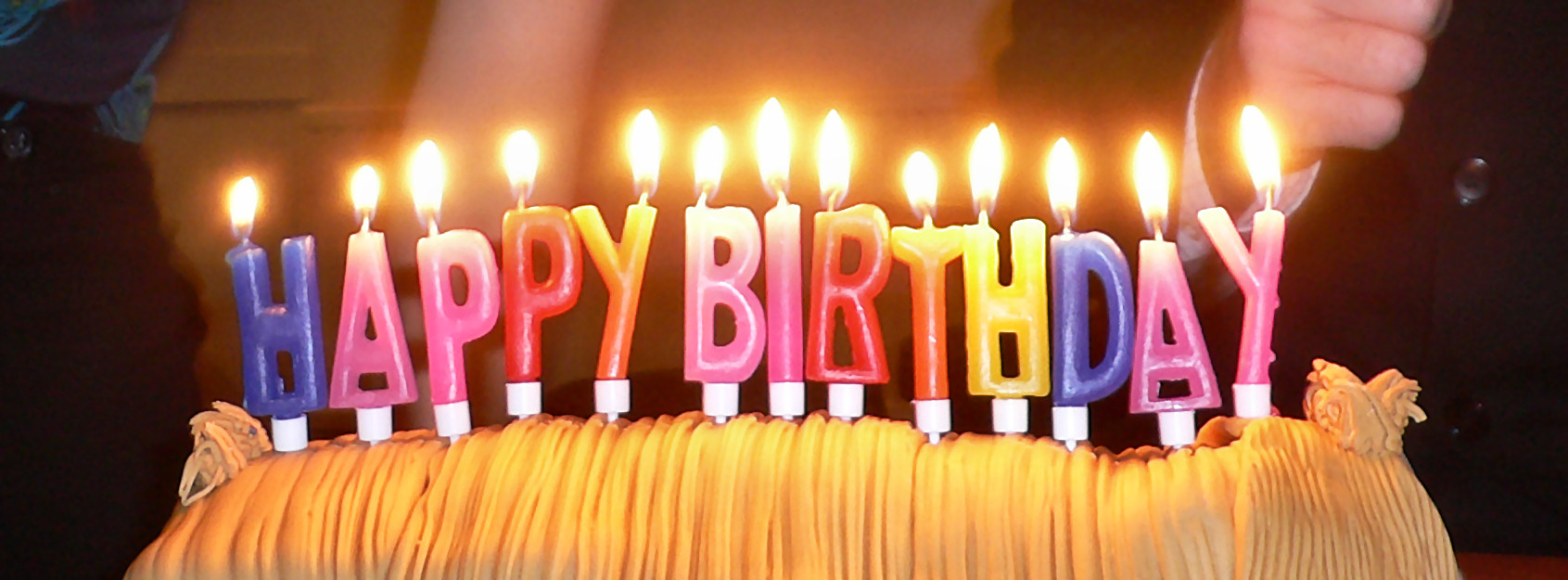
バースディケーキに使われているろうそく

19世紀の終わりになると、石油からケロシンが分留されるようになり、ケロシンランプとして使われるようになった。また、1879年にはトーマス・エジソンが工業的に実用的な電球を発明している。そのため、ろうそくは照明としての役割が減っていった。
ろうそくは、むしろ装飾として使われるようになった。種々の色と形、香り付きのろうそくなどが作られるようになった。アメリカではパラフィンよりも柔らかく、ゆっくりと燃焼するろうそくとして、大豆ワックスが開発されている。
またポリオレフィンもろうそくの原料に使われるようになった。

## 画像

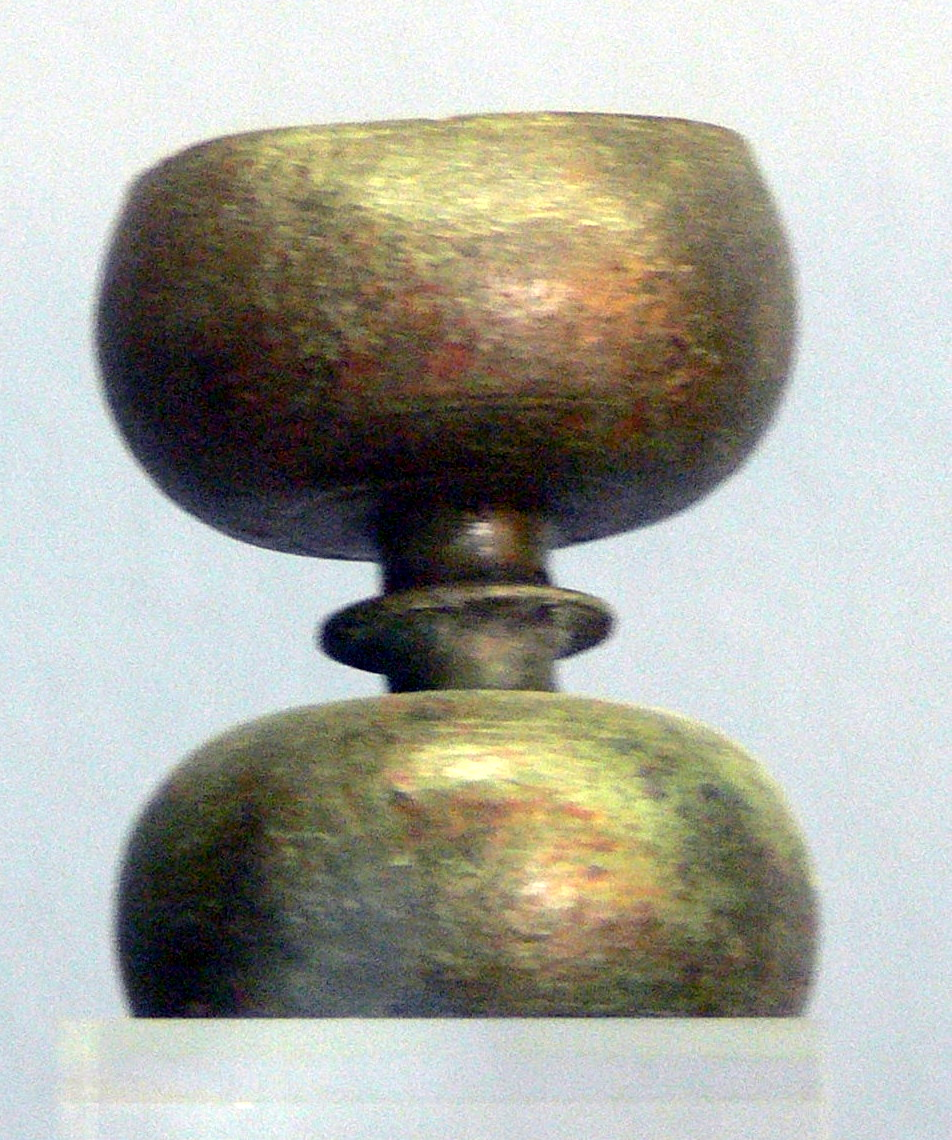
2-3世紀ごろにオーストリアで使われた青銅の燭台。
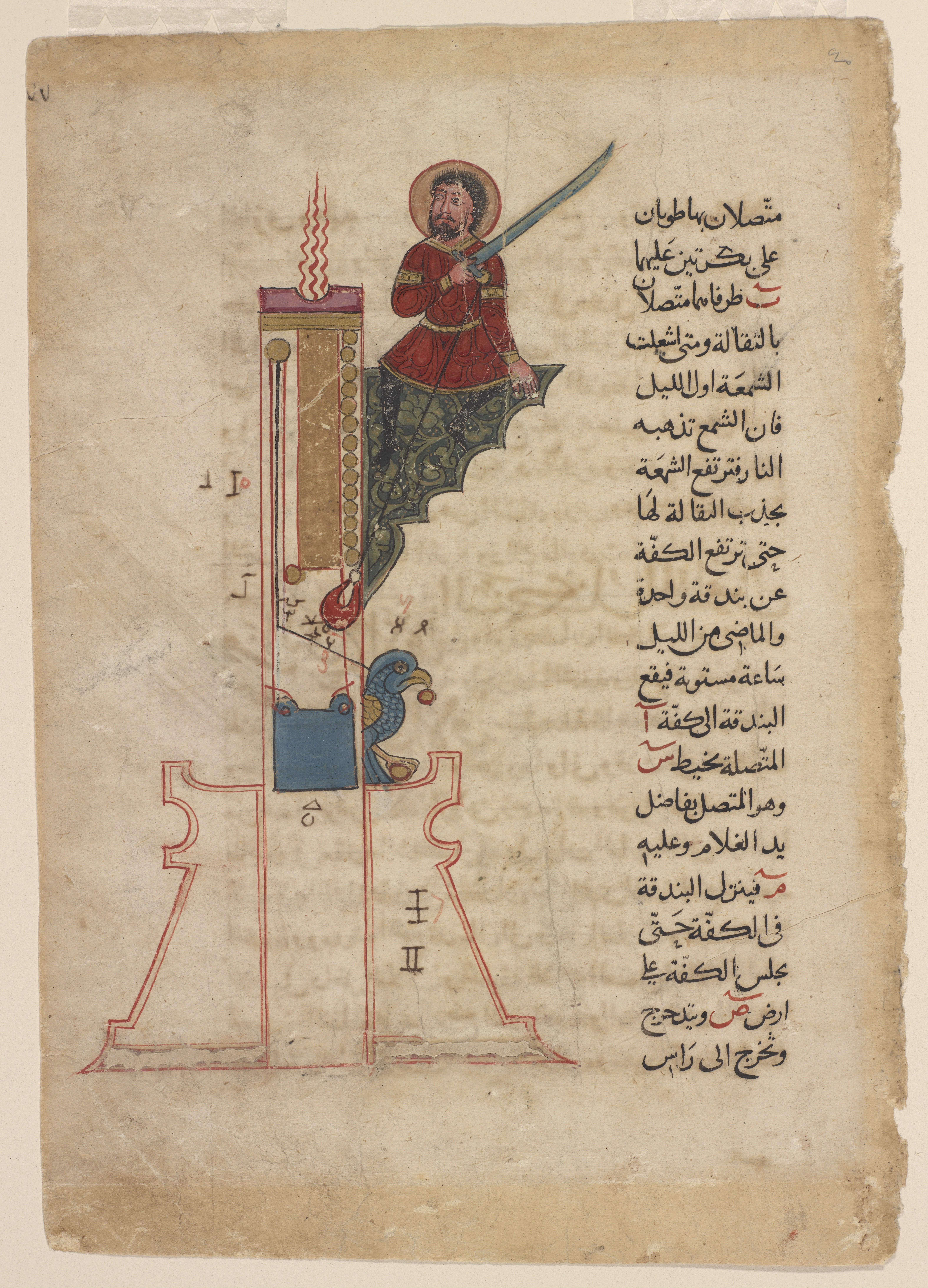
12世紀、アル＝ジャザリが考案したろうそく時計
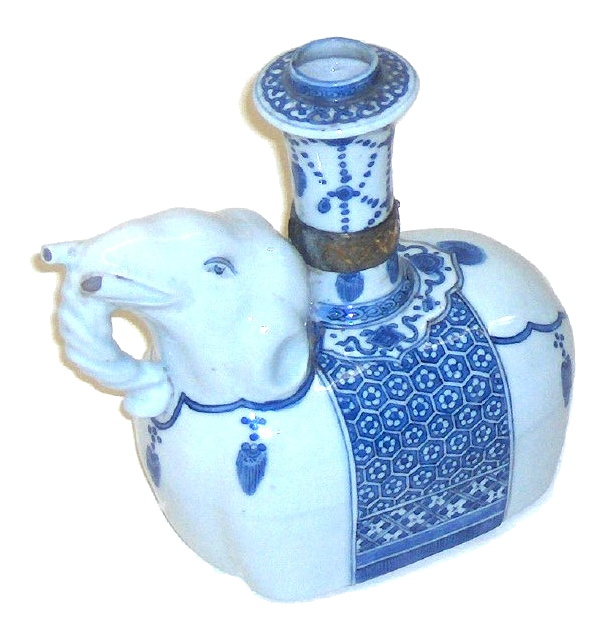
16世紀の明朝で作られた燭台。
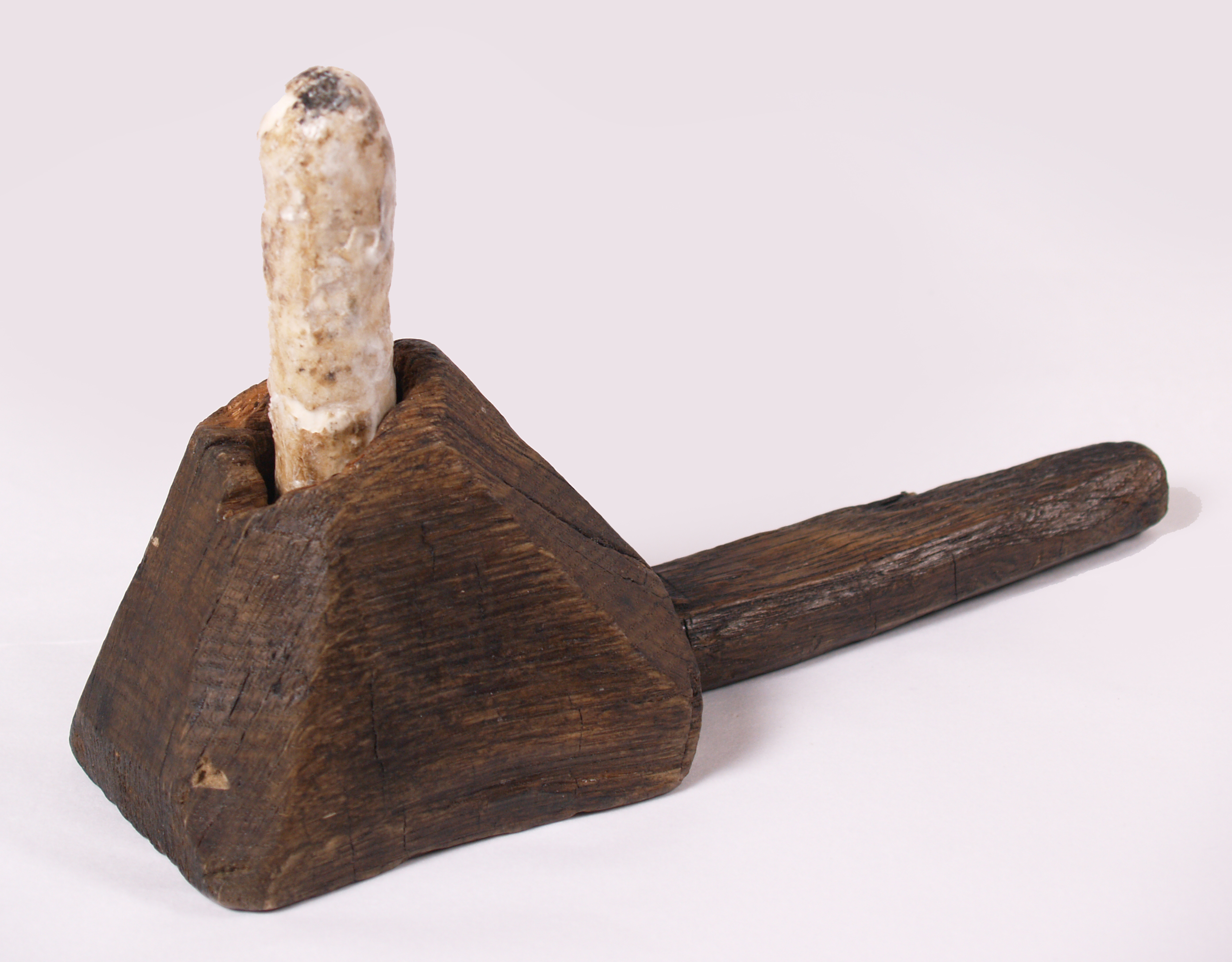
沈没船メアリー・ローズから発見された16世紀のろうそく。
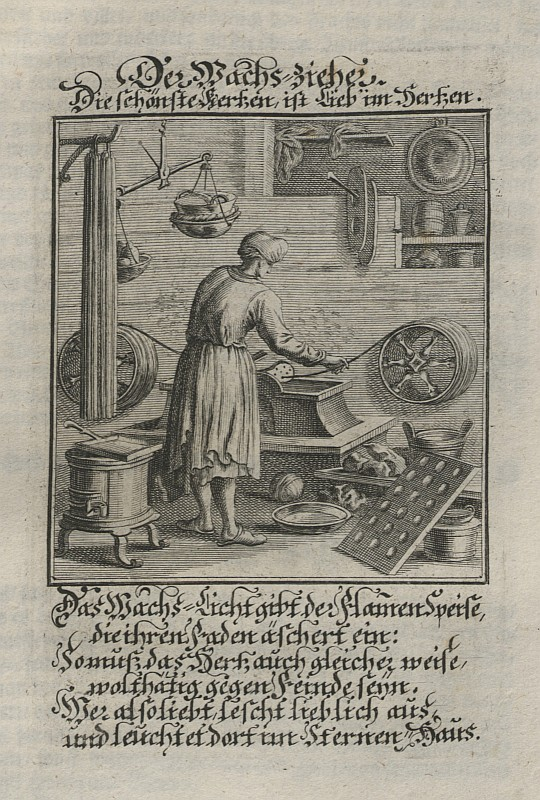
1698年、ドイツでのロウ作りの様子。
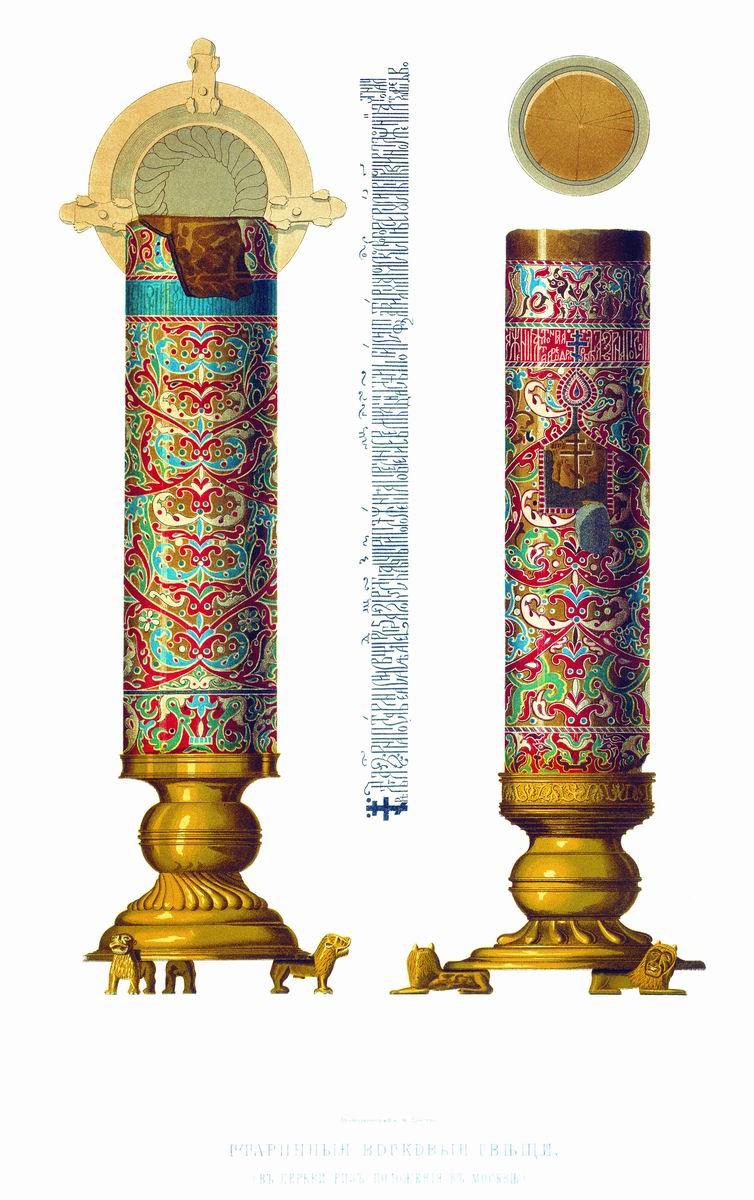
1850年頃、ロシアで使われていたろうそく
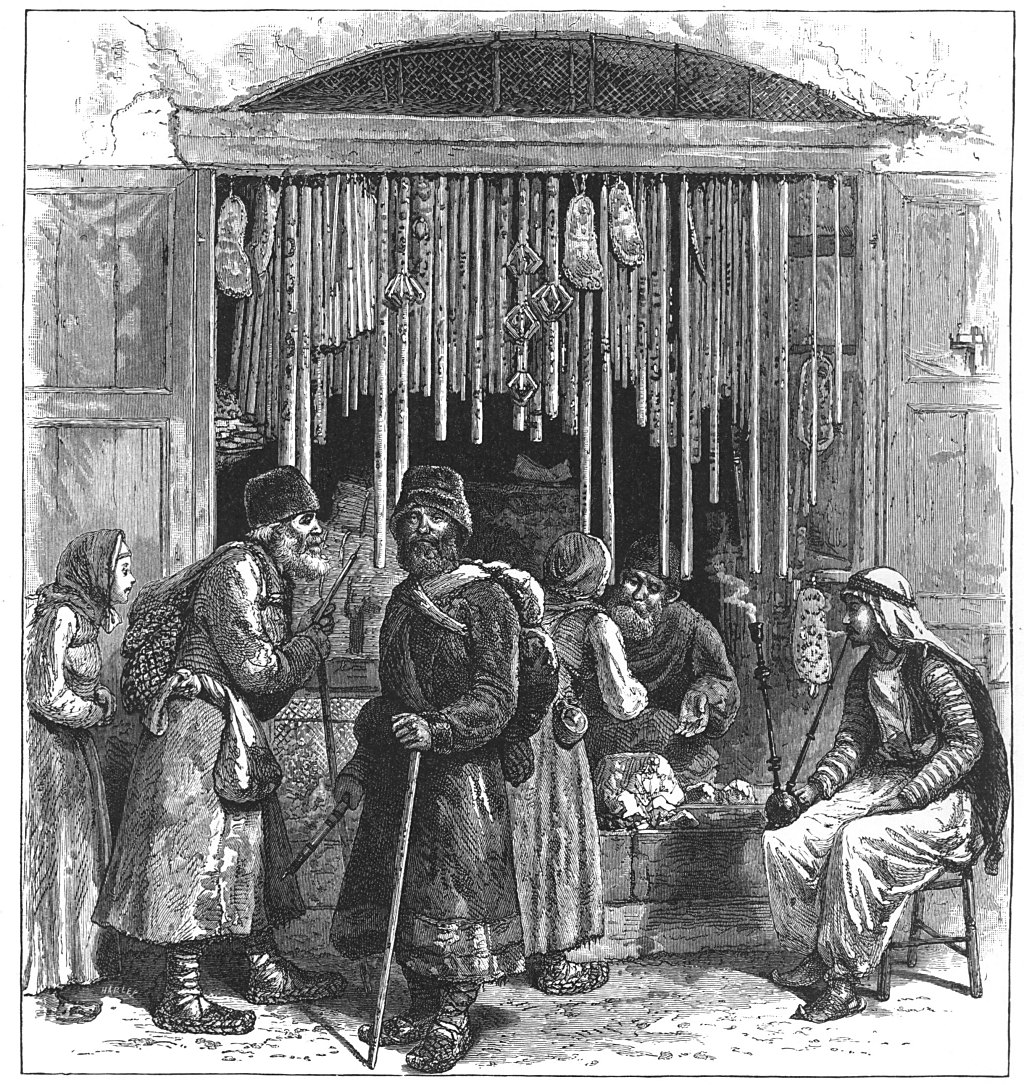
1870年、ろうそくを買うロシアの巡礼者
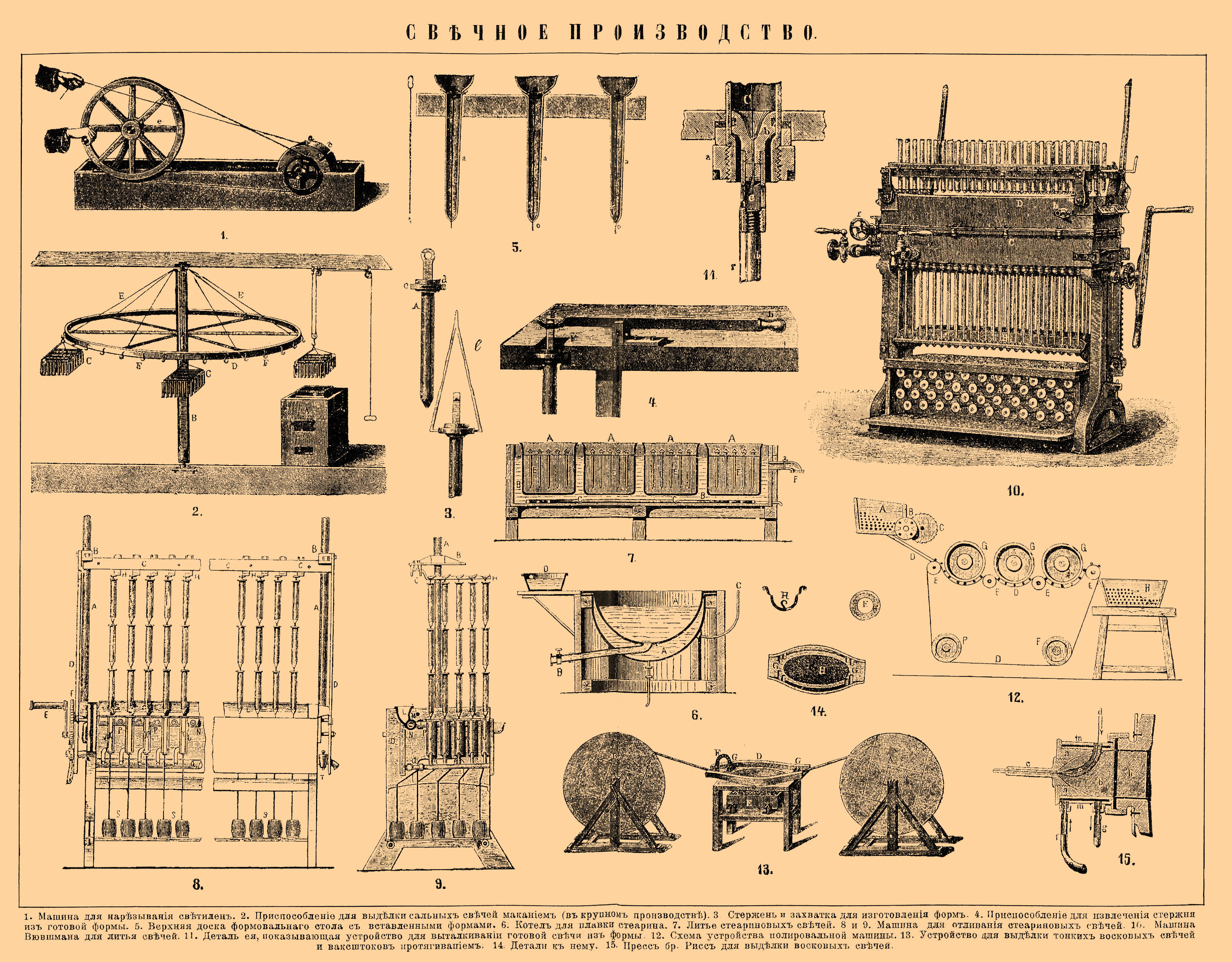
20世紀初めのろうそく製造装置の説明図